# Slependen
59°53′0.56040″N 10°30′13.018″Ø / 59.8834890000°N 10.50361611°Ø
Slependen er et relativt stort og diffust begrænset område beliggende i det sydvestlige Bærum kommune og grensende til Asker kommune i nordvest i Norge, domineret af industri og handel.

## Historie
Navnet var oprindeligt knyttet til strædet mellem Nesøya og fastlandet, og stammer fra det tidspunkt, hvor der var en transportrute med hest og kane fra Christiania over havisen om vinteren. Navnet har også at gøre med den indre og dels smalle sejlrute, at i de dage af sejlskibe kunne anvendes på øerne i fjorden.
I toldordinansen af 1691 er "Sleben" som den eneste ansvarlige sted i det sydlige Norge, der er anført med "alene at kalk". Det betød, at kun kalk blev toldbehandlet i Sleben området. Sleben navnet udviklet sig til at blive mere end kun navnet på en told-og genoplade området. Sleben blev kendt som det område, hvor der var kalkfremstilling og kalkovne. "Sleben-navnet kom til at omfatte den kystnære strækning fra grænsen til Asker i retning af røgen, ind Slependbukta og østenden af Sandvika i Holtekilen, derefter tilbage til Fornebu og Snarøya. Det betød, at kalk-rige øer i øgruppen blev regnet som en del af Sleben. Der var en masse kridt på små øer, såsom Ostoya og Vassholmene. Den mest kendte er den kvalitetsrige kalk på Brønnøya, som er beliggende i Asker. "Slepa" var navnet på vejtransport med hest og kane til Christiania over havisen. "Enden" af sporet, ble kaldet Slependen. Slepa var en utrolig vigtig og meget trafikeret vej for at komme fra øst til vest i landet, og langt bedre end den kongelige vej fra 1664.
Det norske kongelig slot er bygget af kalksten fra Bærum, som sandsynligvis stammer fra Slependen. Det er også Akershus fæstning og middelalderlige kirker Tanum og Haslum.
Efter at navnet blev taget i brug på en station på Drammenbanen, har navnet været forbundet med et stadig større område. Fra et historisk perspektiv, kan nutidens Slependen togstation næppe kan siges at ligge i det område som traditionelt er kendt som Slependen.